# クレープ

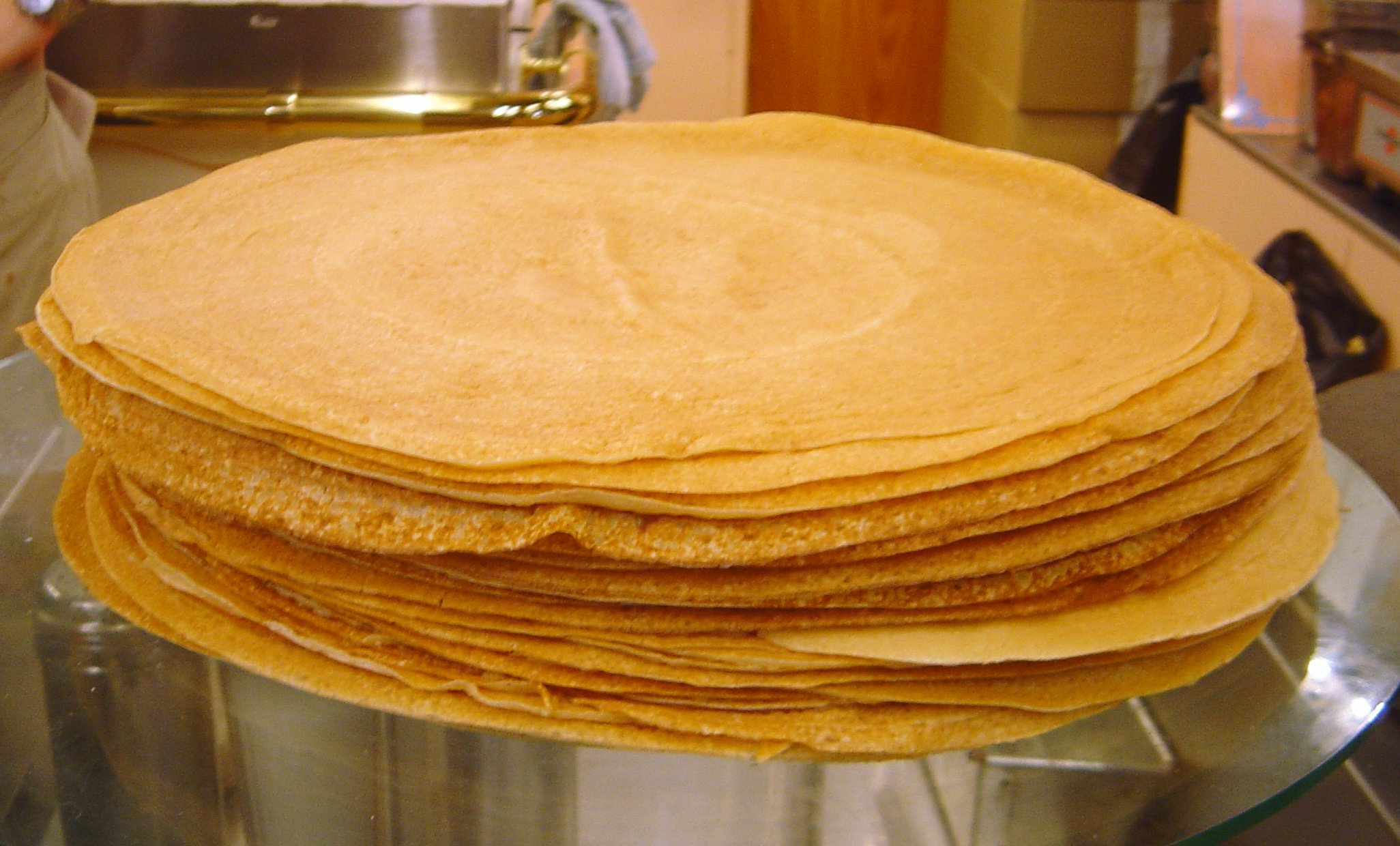
積み上げられたクレープの皮。

クレープ（フランス語: crêpe）は、パンケーキの一種で、フランス北西部のブルターニュが発祥の料理。
元になったのは、蕎麦粉で作った薄いパンケーキのガレット（galette）という料理である。

## 歴史と名称

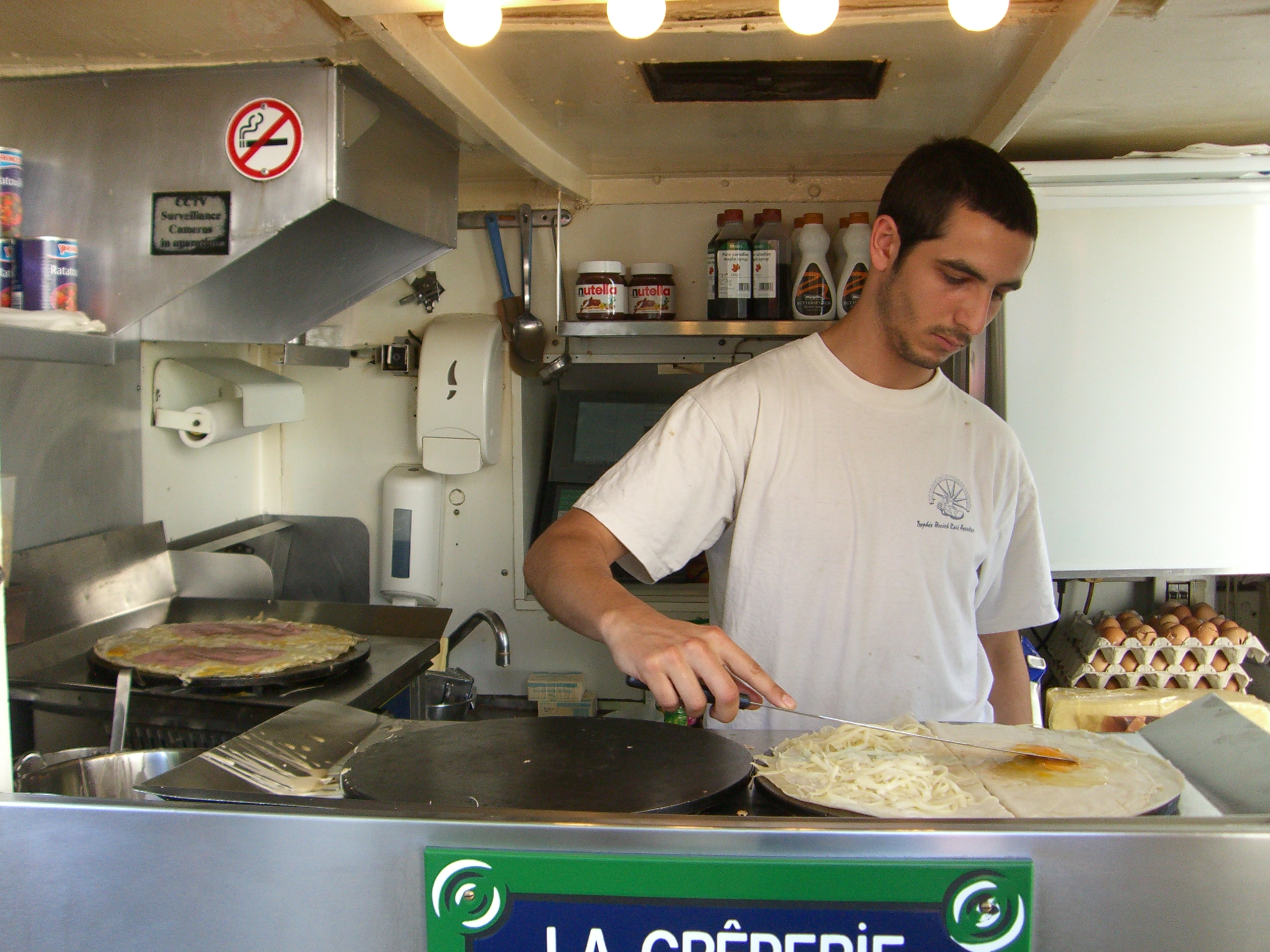
クレープ・サレの調理風景

ブルターニュ地方は土地がやせていて気候も冷涼であるため、小麦の栽培が困難でそばが常食とされていた。古くはそば粥やそばがきにして食べていたが、そば粥を偶然焼けた石の上に落としたところ薄いパン状に焼きあがることを発見し、そば粉を焼いてパンの代わりに食べるようになったといわれている。石で焼いたことからフランス語で小石を意味するガレ（galet）にちなんでガレットと名づけられたというのが通説である。
その後、伝説ではスペイン王フェリペ3世の長女でルイ13世の妻であったアンヌ王妃が、ルイ13世に伴ってブルターニュ地方へ狩りに訪れた際、現地の庶民が食べていたガレットを偶然口にして気に入り、宮廷料理に取り入れたといわれている。生地はそば粉から小麦粉へ変更され、粉と水と塩のみであった生地に牛乳やバター、鶏卵、砂糖などが加えられるように変化していった。名称も焼いた際にできるこげ模様が縮緬（ちりめん）を連想させることからクレープ（「絹のような」という意味）と呼ばれるようになった。
現在ではフランス風の薄焼きパンケーキの総称としてクレープという名称が使われているが、そば粉を利用したクレープについては依然としてガレットという名で区別されて呼ばれる場合が多い。小麦粉のクレープは、ほぼ生地に甘みがつけられるが、そば粉のガレットは、通常塩味である。ブルターニュ地方の伝統的な食事では、ガレットをリンゴで作ったシードルという発泡酒とともに供する。
また、2月2日の聖燭祭にはフランス中の家庭がクレープを焼いて食する。この日にローマに詣でた巡礼者が、教皇より聖体パンを与えられる習慣に基づく習わしである。なお、この日にクレープを調理する際、片手にコインを握りながら願い事を唱え、同時にクレープをフライパンでひっくり返せれば願いが叶うという民間伝承がある。
なお、フランス系カナダ人の間では、「クレープ」はしばしば英語のパンケーキの訳語とされる。
かつてフランスの植民地であったインドシナ半島の多くの国でもよく食べられ、屋台などで売られている。
現在、ブルターニュ地方にはたくさんのクレープ屋が軒を並べ、クレープの料理学校もある。パリ全域も同様であり、特にブルターニュ地方への鉄道の発着駅であるモンパルナス駅周辺にクレープ屋が集中している。

## 調理

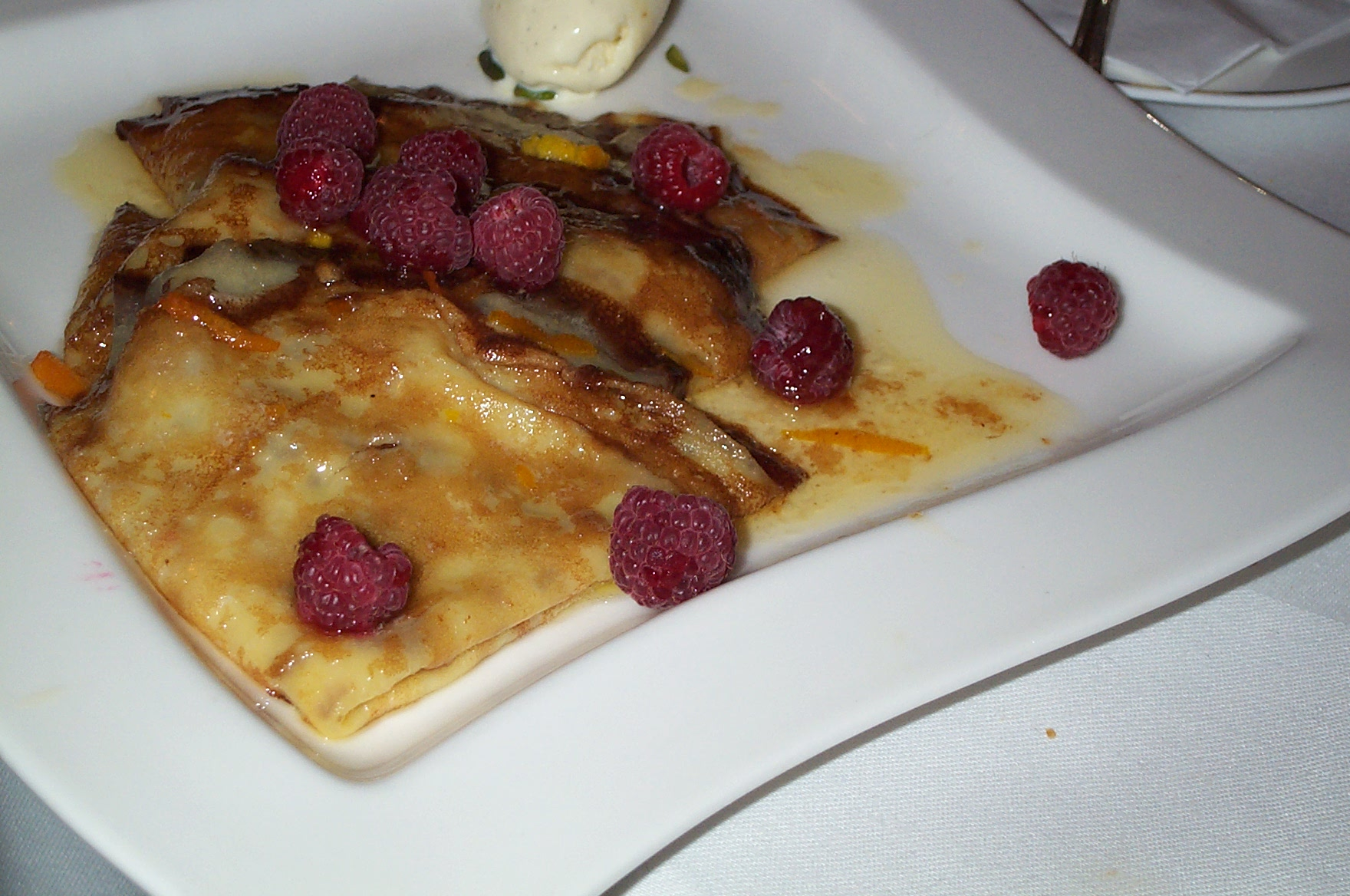
クレープ・シュゼット

クレープを焼く業務用機械として電気式あるいはガス式で円形の熱板を用いるクレープ焼器がある。また、クレープを焼くための鍋としてクレープパンがある。
クレープは巻いたり折ったりして、さまざまな材料を包み込んで食べる場合が多い。最もシンプルなものはバターや砂糖だけを巻いたクレープである。生クリームやフルーツ、ジャム、チョコレート・ソース、アイスクリームなどを包み込んで菓子として食べる場合と、ハム、鶏肉、チーズ、野菜等を包みこんで軽食として食べる場合がある。前者を総称してクレープ・シュクレ（crêpe sucrée 、「砂糖味のクレープ」）、後者を総称してクレープ・サレ（crêpe salée 、「塩味のクレープ」）と呼ぶ。
砂糖をかけたクレープにグラン・マルニエを注ぎ、フランベしたものはクレープ・シュゼットと呼ばれる。間に生クリームやフルーツをはさみながらクレープを何枚も重ねた菓子がミル・クレープである。

## 各国
フランス以外では独自のクレープが作られている。

### 日本

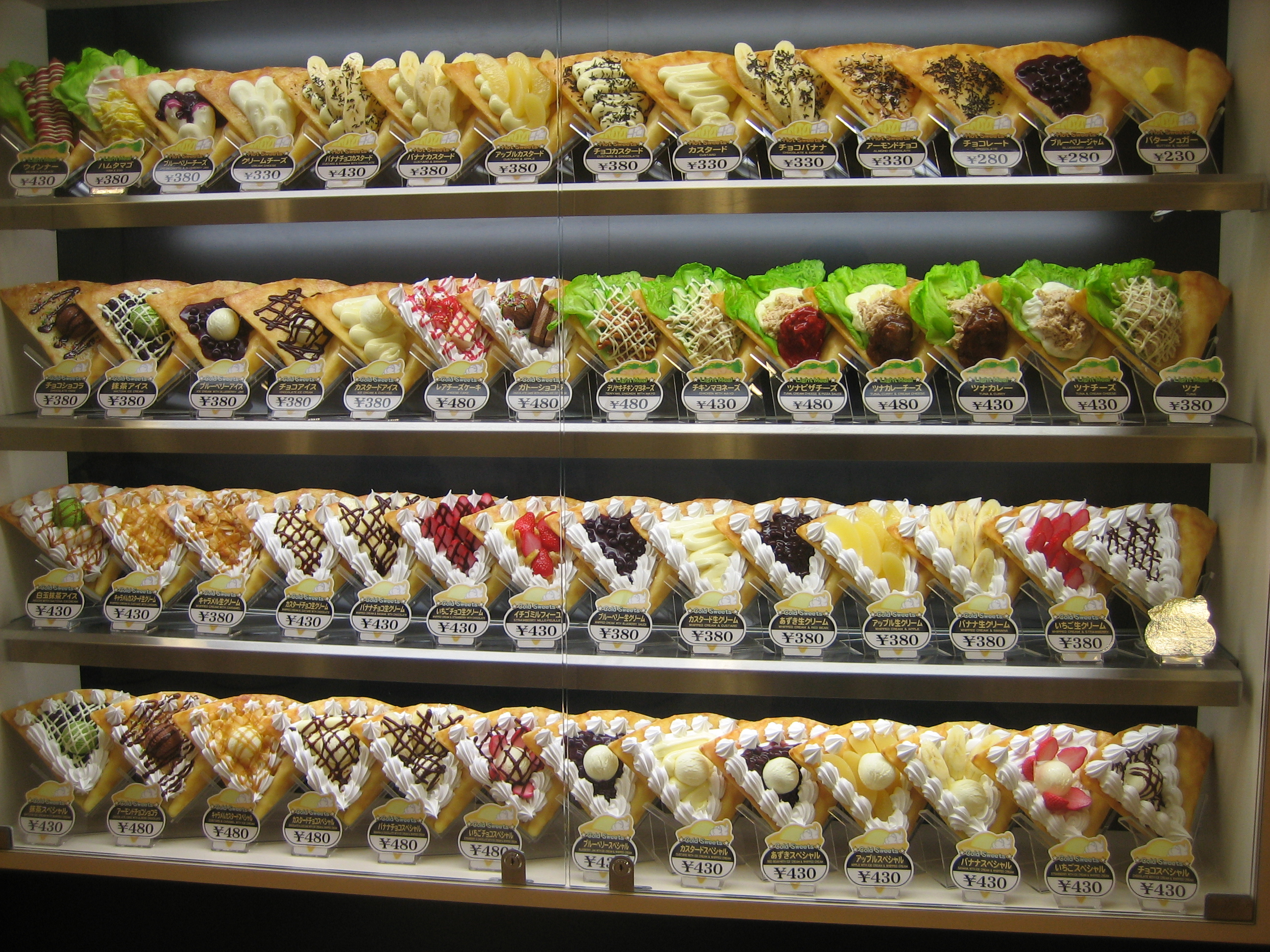
店頭のサンプル陳列（日本）

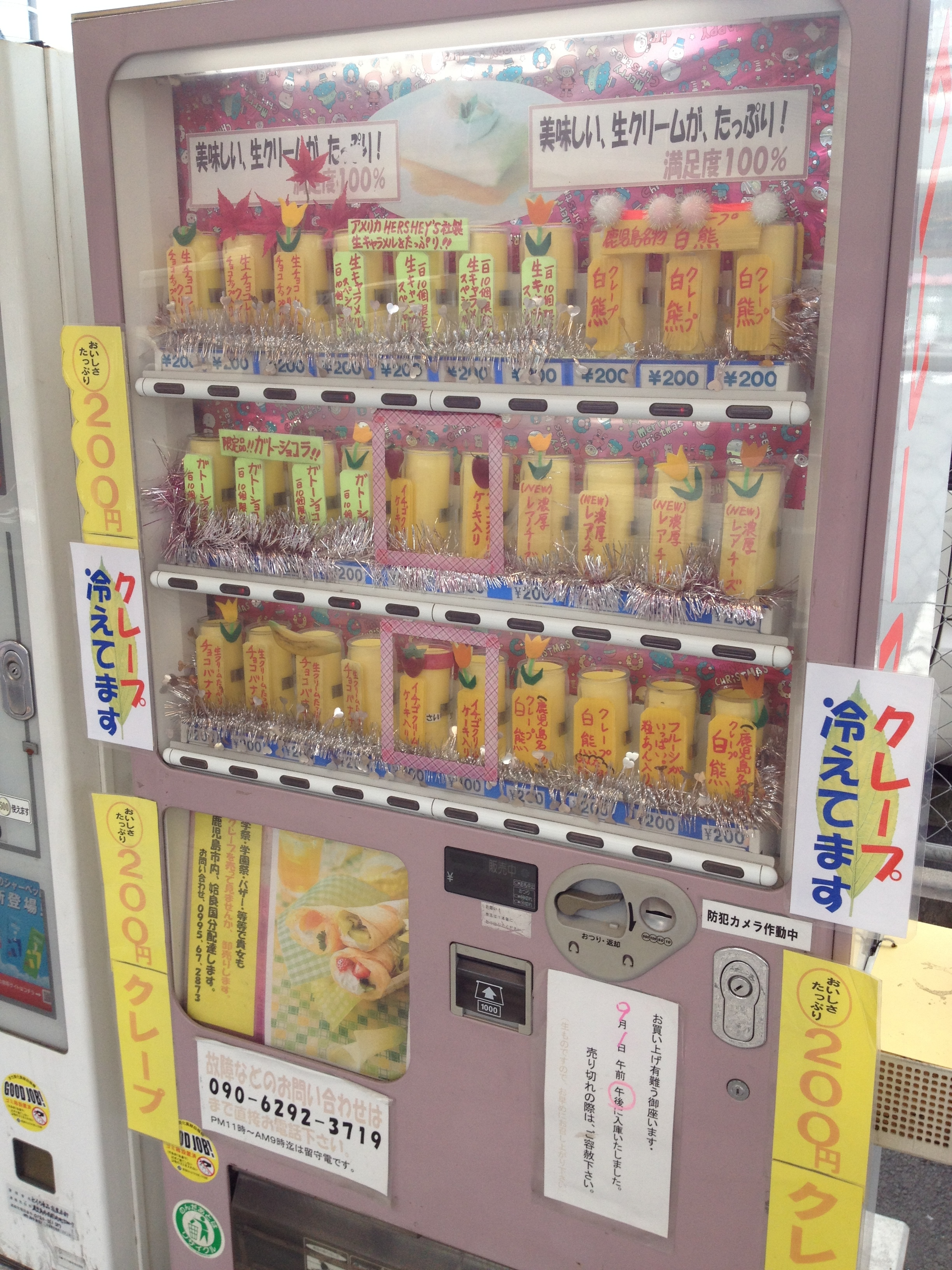
自動販売機（鹿児島）

日本では当初クレープはフランス料理のデザートとして提供されており、1937年(昭和12年)当時の帝国ホテルのレストランのメニューに記載がある。1960年代には大阪の百貨店でも販売されていた。1962年(昭和37年)、森南海子がパリ・コレクションを視察した際に、街頭で見かけたクレープに心打たれ、レシピを学び帰国後に出店したものである。
1976年、東京・渋谷にマリオンクレープが開店。クレープを専用の巻紙に包んで提供し、手に持って食べる様式を定着させた。果物や生クリーム、アイスクリームなどを包んだ日本独自のクレープは、1977年、原宿カフェクレープが「カフェ・クレープ」1号店を原宿の竹下通りに開店させ、そこでメニューとして出されたのが始まり。当初は直ぐに受け入れられなかったが、雑誌などに掲載されてブームとなり、後に原宿スタイルのクレープとして定着した。竹下通りはクレープ屋が多いことで有名で、買ってそのまま店の前で食べる、または食べ歩く者が多く、ファーストフード的要素も備えていると言える。この「原宿風」あるいは「日本風」と呼ばれるクレープは中国やカンボジアなどにも広がっている。
オーマイは1976年頃から業務用クレープミックスを製造販売、1983年12月からは家庭向けにも販売を開始した。1986年、明治製菓が「明治プチクレープ」を発売。流通菓子としても一般的になった。1988年には三菱電機がクレープメーカーを発売。
宮城県仙台市の「senaのクレープ屋さん」・福岡県福岡市の「キタキツネの大好物」・宮崎県えびの市の「SWEET'S KISS」（サービスエリアとして小林市・鹿児島県霧島市を含む）、東京都青梅市の「おうめクレープ」などクレープの自動販売機を設置する店舗も存在する。
専門店などでは業務用の円形プレートの「クレープ焼器」が導入されていることが多い。自動式の機器もある。

### 台湾
台湾の「クレープ」は音訳で可麗餅と表記される。日本から伝来したため、クレープの調理法も味も日本のものに近い。しかし、台湾の暑い気候に伴い、中に挟まれる果物はマンゴー・パイナップル・キウイフルーツなどの熱帯フルーツが主流で、普通の生クリームよりもイチゴクリームとプリンを混ぜて冷やしたクリームが人気を得ている。また、クレープの中身にハッカ（薄荷）味のアイスクリームを加えた品が、その清涼感ゆえに好まれている。
小麦粉から作った生地で卵焼きを巻いた蛋餅は「台湾風クレープ」と表現されることもある。

### 香港
香港のクレープの生地は鶏蛋仔である。見た目はフランスのクレープとかけ離れているが、味の面では日本より本格的といわれる。香港のクレープ生地は独自に発展したが、生地にかけるソース・果物・畜肉・チーズ・野菜などはフランスのものに近く、日本で主流となっている甘いもののほかに塩辛いものも共存している。

### その他の国
ブルネイ・ダルサラームではクレープ生地にレーズン、砂糖、砕いたナッツ、コンデンスミルク、チョコチップを振りかけ完成となるクエマラヤがある。